# ورزش در لسوتو
ورزش بخشی از فرهنگ لسوتو را تشکیل می‌دهد. فوتبال محبوب‌ترین ورزش در این کشور است.

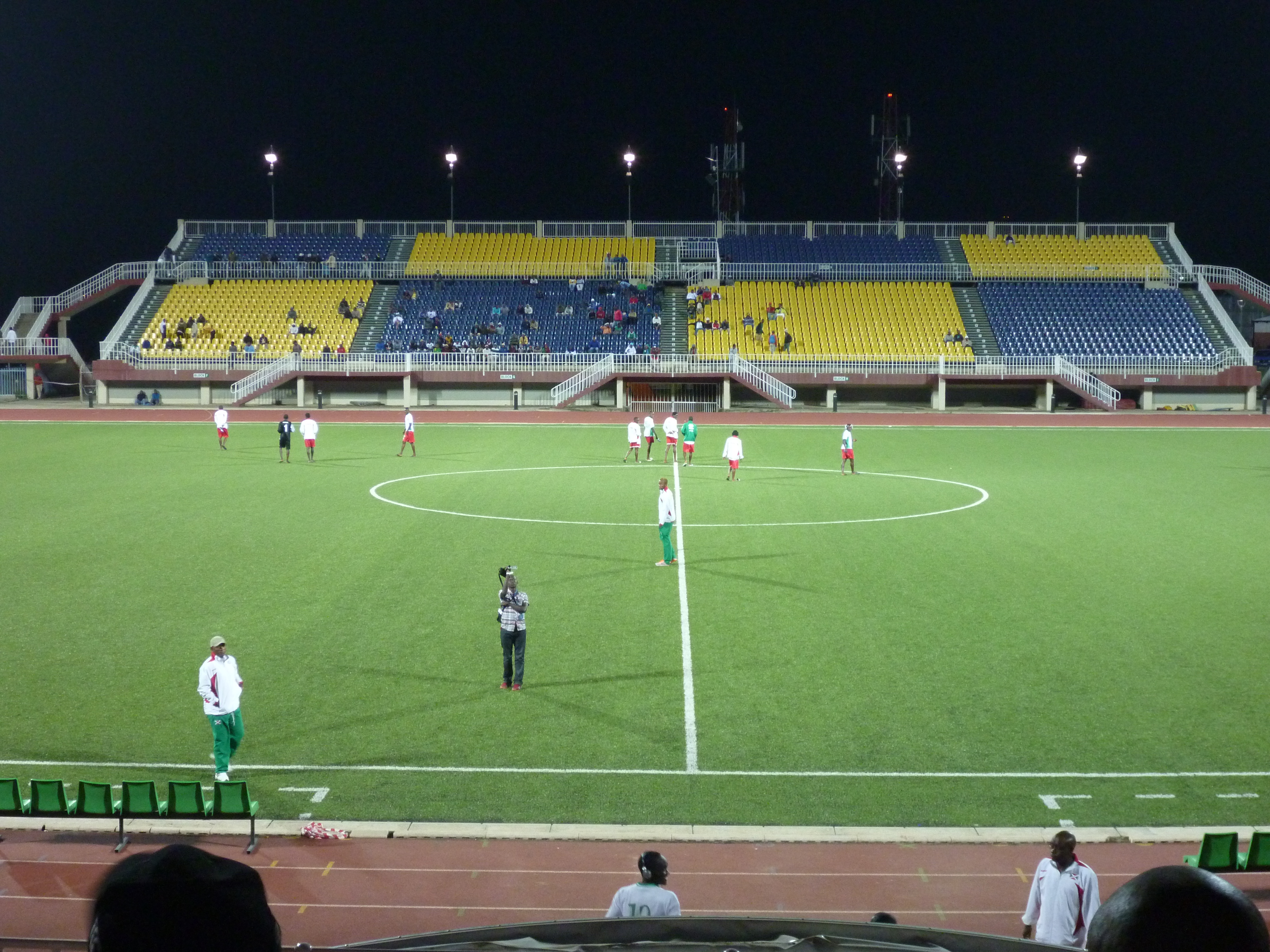
ورزشگاه ستسوتو

## المپیک
لسوتو برای نخستین‌بار در بازی‌های المپیک در سال ۱۹۷۲ شرکت کرد.

## بر پایه ورزش

### کریکت
تیم ملی کریکت لسوتو یکی از اعضای وابسته انجمن بین‌المللی کریکت (ICC) است.

### فوتبال
فوتبال محبوب‌ترین ورزش در این کشور است. تیم ملی فوتبال لسوتو که زیر نظر اتحادیه فوتبال لسوتو  اداره می‌شود، نماینده این کشور در رقابت‌های مختلف است؛ با این حال، تاکنون موفق به راه‌یابی به جام جهانی فوتبال نشده‌است. لیگ برتر لسوتو، بالاترین سطح فوتبال در کشور محسوب می‌شود.

### راگبی
راگبی ۱۵ نفره در لسوتو یک ورزش کوچک اما در حال رشد است. با اینکه این کشور سابقه‌ای طولانی در ورزش فوتبال دارد، راگبی در دهه‌های اخیر توانسته است جایگاه محدودی در میان ورزش‌های گروهی به‌دست آورد.
راگبی در لسوتو برای نخستین‌بار در دوران تحت‌الحمایگی این کشور با نام باسوتولند معرفی شد، اما توسعهٔ آن پس از استقلال سرعت گرفت. با وجود محدود بودن منابع و امکانات، تیم‌ها و علاقه‌مندان به این ورزش در حال افزایش هستند.
راگبی یونین در لسوتو توسط نهادهای داخلی و گاهی با همکاری فدراسیون‌های منطقه‌ای اداره می‌شود و مسابقات داخلی به‌طور پراکنده برگزار می‌گردد. لسوتو هنوز در سطح بین‌المللی دارای تیم ملی تثبیت‌شده یا حضور مداوم در رقابت‌های بزرگ جهانی نیست.